# Papilio indra
Papilio indra is een vlinder uit de familie van de pages (Papilionidae). De wetenschappelijke naam van de soort is voor het eerst geldig gepubliceerd in 1867 door Tryon Reakirt.